# 瀬戸内ジャンゴ・ストリート
瀬戸内ジャンゴ・ストリート（せとうちジャンゴ・ストリート）は、日本の香川県を拠点に開催されているジプシージャズの音楽フェスティバルである。2020年に初開催され、以降毎年開催されている。2024年度からは東京都墨田区でも開催されており、全国のジプシージャズ愛好者が集うイベントとなっている。

## 概要
「ジャンゴ・ラインハルト」の音楽スタイルであるジプシージャズを軸に、地域のまちを活用したストリートライブ形式で行われる音楽イベント。フェスティバルの名称は、瀬戸内地方の地名に由来する。

## 歴史
- 2020年 - 第1回「瀬戸内ジャンゴ・ストリート」が香川県高松市で開催。
- 2021年-2023年 - 規模を拡大し、香川県内の複数会場で継続開催。来場者は年々増加し、2022年には約3,500人、2023年には約4,500人が来場。
- 2024年 - 初めて東京都墨田区での開催（「瀬戸内ジャンゴ・ストリート in SUMIDA」）が実現。同年秋には「瀬戸内ジャンゴストリート in YASHIMA」（香川県高松市屋島地区）にて本開催。

## 特徴
- 全国からジプシージャズを演奏するバンドが集結。
- ストリートライブ形式を基本とし、観客と演奏者の距離が近い。
- SNSや動画などのオンライン広報が充実しており、地元以外のファン層の獲得にも力を入れている。

## 主催
- 瀬戸内ジャンゴストリート実行委員会